# Giorgetto Giugiaro

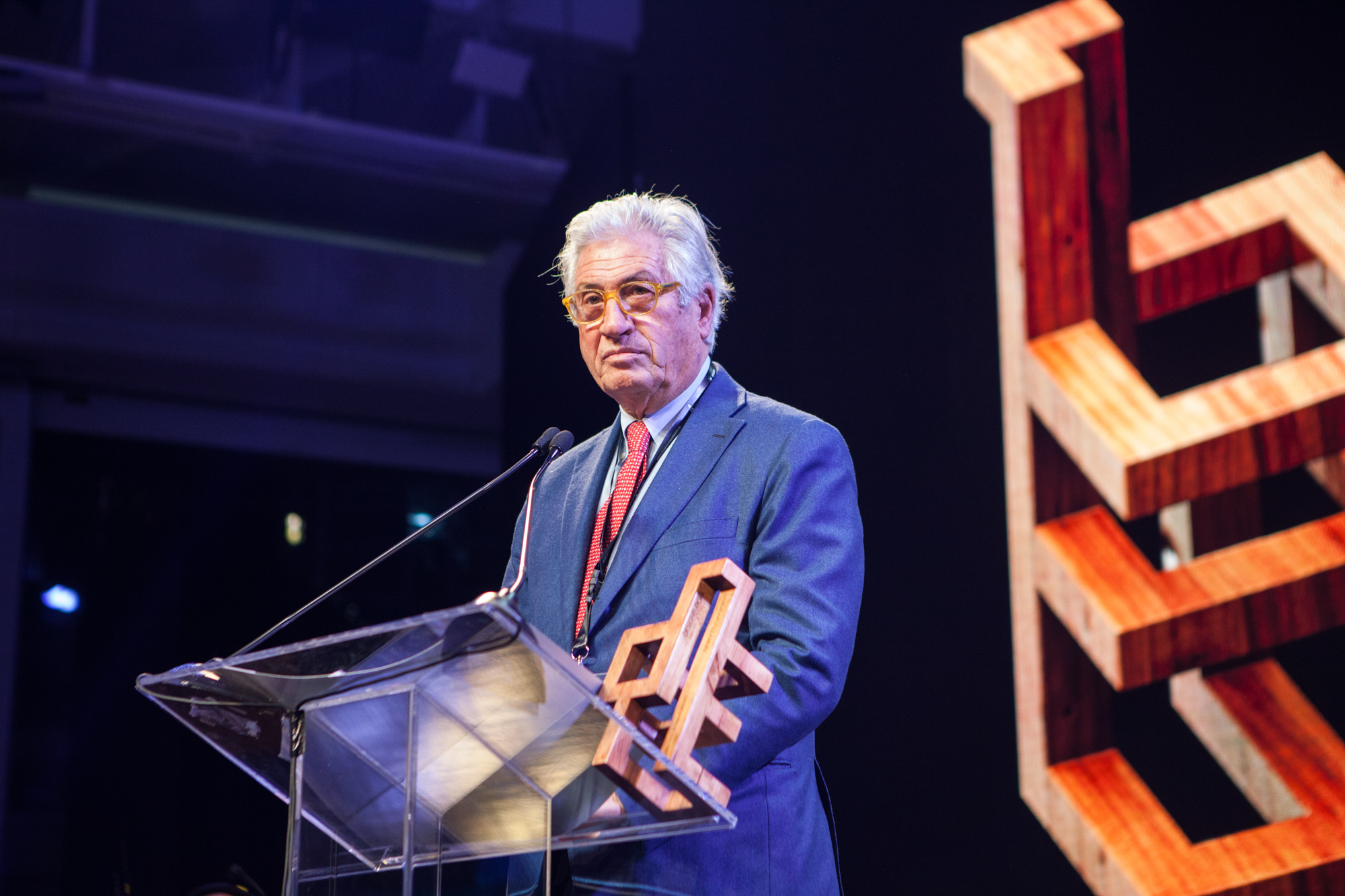
Giorgetto Giugiaro, 2016

Giorgetto Giugiaro (* 7. August 1938 in Garessio) ist ein italienischer Industriedesigner. Zu seinen wichtigsten Schöpfungen zählen die stilbildenden Designklassiker Lotus Esprit, Fiat Panda, Fiat Uno, Fiat Punto, Lancia Delta, VW Golf I und Audi 80 sowie im Kamera-Bereich die Nikon F4.

## Leben

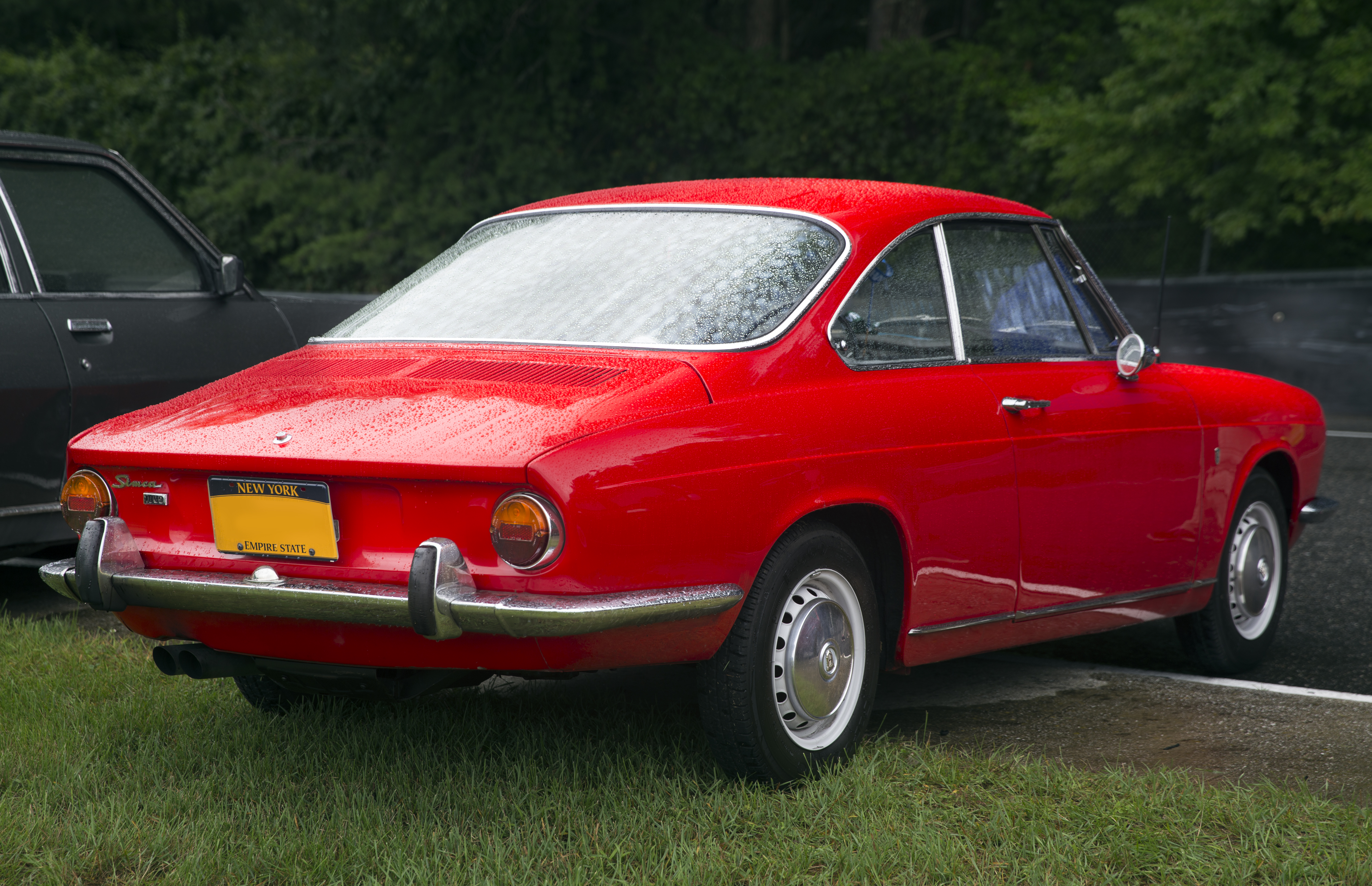
Simca 1000 Coupé, Heckansicht

Giugiaro stammt aus einer kunstschaffenden Familie und strebte daher selbst bereits früh eine künstlerische Zukunft an. Schon sein Großvater Luigi schuf Kirchengemälde, und sein Vater, Mario Giugiaro, war erst in der dekorativ-religiösen Kunst tätig, wechselte dann jedoch zur Ölmalerei.
Im Laufe seines Aufenthaltes in Turin wechselte er vom Kunststudium zu Abendkursen für technisches Design und entwickelte eine Leidenschaft für das Skizzieren von Automobilen. Im Juni 1955 zeigte Giugiaro bei der Jahresabschlussausstellung seines Kurses für technisches Zeichnen einige seiner Entwürfe.
Dante Giacosa, technischer Direktor bei Fiat, entdeckte dort das junge Talent und warb Giugiaro an. Giugiaro ging im September 1955 unter Führung von Fabio Luigi Rapi zu Fiat, in die Abteilung der Designstudien von Spezialfahrzeugen. Bereits im Dezember 1959 wurde er zum Leiter des „Bertone Styling Center“. Giuseppe Bertone förderte den Nachwuchsdesigner intensiv mit Rat und Tat und wurde nicht enttäuscht. Die Jahre, die Giugiaro bei ihm verbrachte, waren prägend für seine Ausbildung und erlaubten ihm, sich einen Platz in der Turiner Designerszene zu sichern.
Bereits im Alter von 24 Jahren entwarf Giugiaro das Simca-1000-Coupé. Sein erstes Großserienprodukt war die Coupé-Version Sprint des Alfa Romeo 2000/2600.
Im November 1965 wechselte er in das Management des Konkurrenten Carrozzeria Ghia und zeichnete dort für das Styling Center und die Prototypenabteilung verantwortlich. Der Maserati Ghibli und der De Tomaso Mangusta, die beide auf der Turiner Autosalon präsentiert wurden, stammen aus dieser Zeit. Für Ghia entwickelte er u. a. die Designstudien Fiat 850 Vanessa (1960) und Oldsmobile Toronado Thor (1967) sowie die Serienmodelle Isuzu 117 Coupé (1966) und Iso Fidia (1967). Obwohl seine Zeit im Unternehmen überaus erfolgreich war, hegte er zunehmend den Wunsch nach Unabhängigkeit.
Am 7. Februar 1967 gründete er mit Ital Styling sein eigenes Designstudio. Dort setzte er zwar zunächst seine Arbeit für Ghia auf freiberuflicher Basis fort, bereitete sich aber auf bis dahin unerforschtes Gebiet vor. Giugiaro wollte sein berufliches und finanzielles Kapital in eine weltweite Herausforderung, eine professionelle Dienstleistungsgesellschaft für die Automobilindustrie investieren. Zusammen mit dem Ingenieur Aldo Mantovani, der 20 Jahre lang Fiats Produktionsleiter gewesen war, gründete er im Februar 1968 das Unternehmen SIRP (Studi Italiani Realizzazione Prototipi S.p.A.), das noch im gleichen Jahr in Italdesign umfirmierte. Nachdem er Aldo Mantovanis Anteile 1999 übernommen hatte, lautete der Firmenname Italdesign Giugiaro. Das Unternehmen gestaltete mehr als 200 Fahrzeuge, die vielfach auch in die Serienproduktion gingen. Bei Italdesign ist er noch heute unter der Leitung seines Sohns Fabrizio Giugiaro tätig. 2010 verkaufte die Familie 90 Prozent der Anteile des Unternehmens an den Volkswagen-Konzern, im Juni 2015 übernahm Audi die restlichen 10 Prozent. Im gleichen Jahr gründeten Giorgetto und Fabrizio Giugiaro in Turin das Designstudio GFG Progetti, das vor allem im Auftrag chinesischer Unternehmen Designkonzepte für Elektrofahrzeuge entwickelt.

## Bedeutung
Giugiaro wird von vielen seiner Kollegen – unter ihnen Bruno Sacco, Harm Lagaay, Ercole Spada und Tom Tjaarda – für den einflussreichsten Automobildesigner des 20. Jahrhunderts gehalten. 1999 wurde er zum “Car Designer of the Century” (deutsch: „Autodesigner des Jahrhunderts“) gewählt. 2013 erhielt er den Antonio-Feltrinelli-Preis.

## Automobile

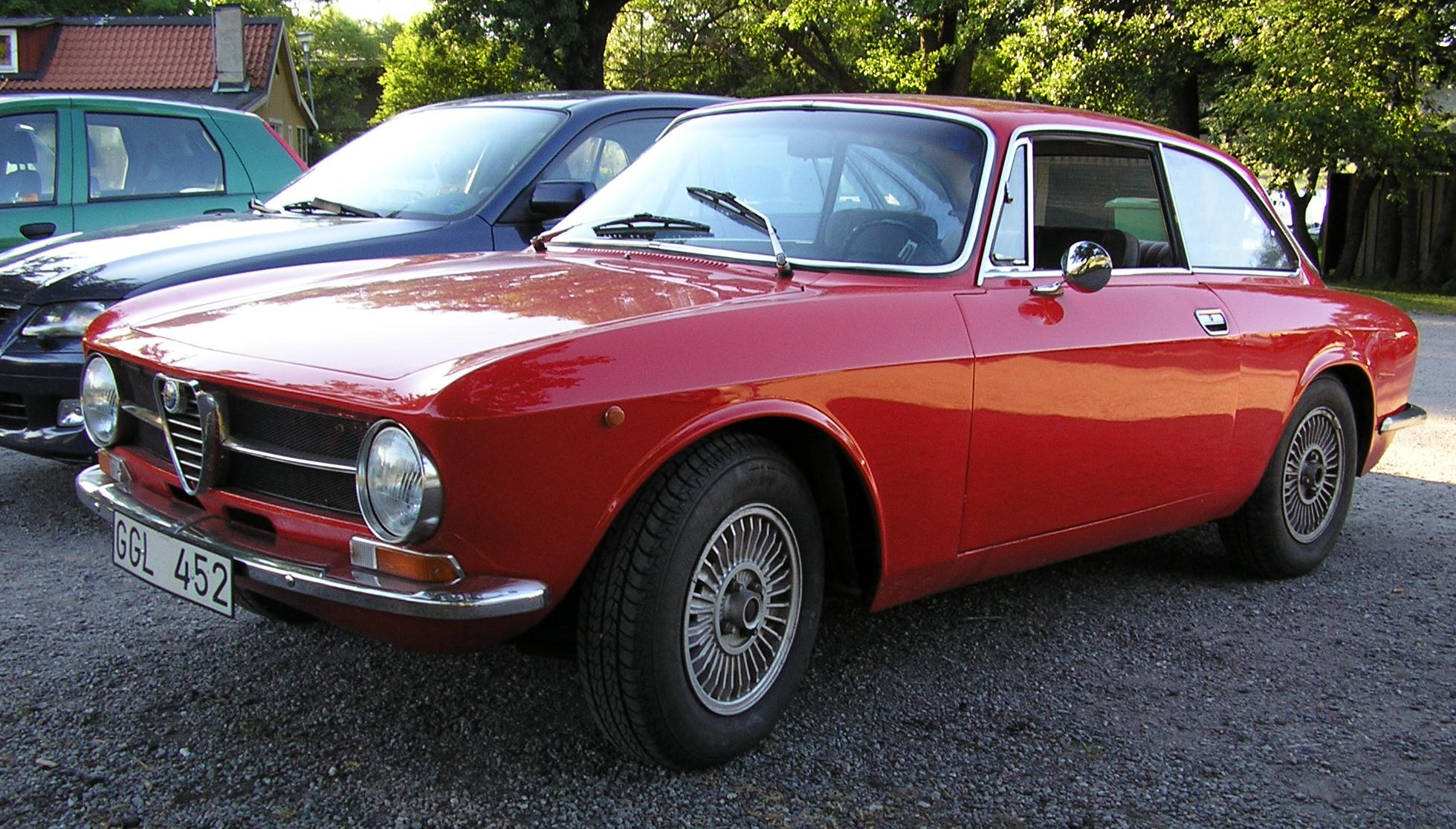
Alfa Romeo Giulia Sprint GT

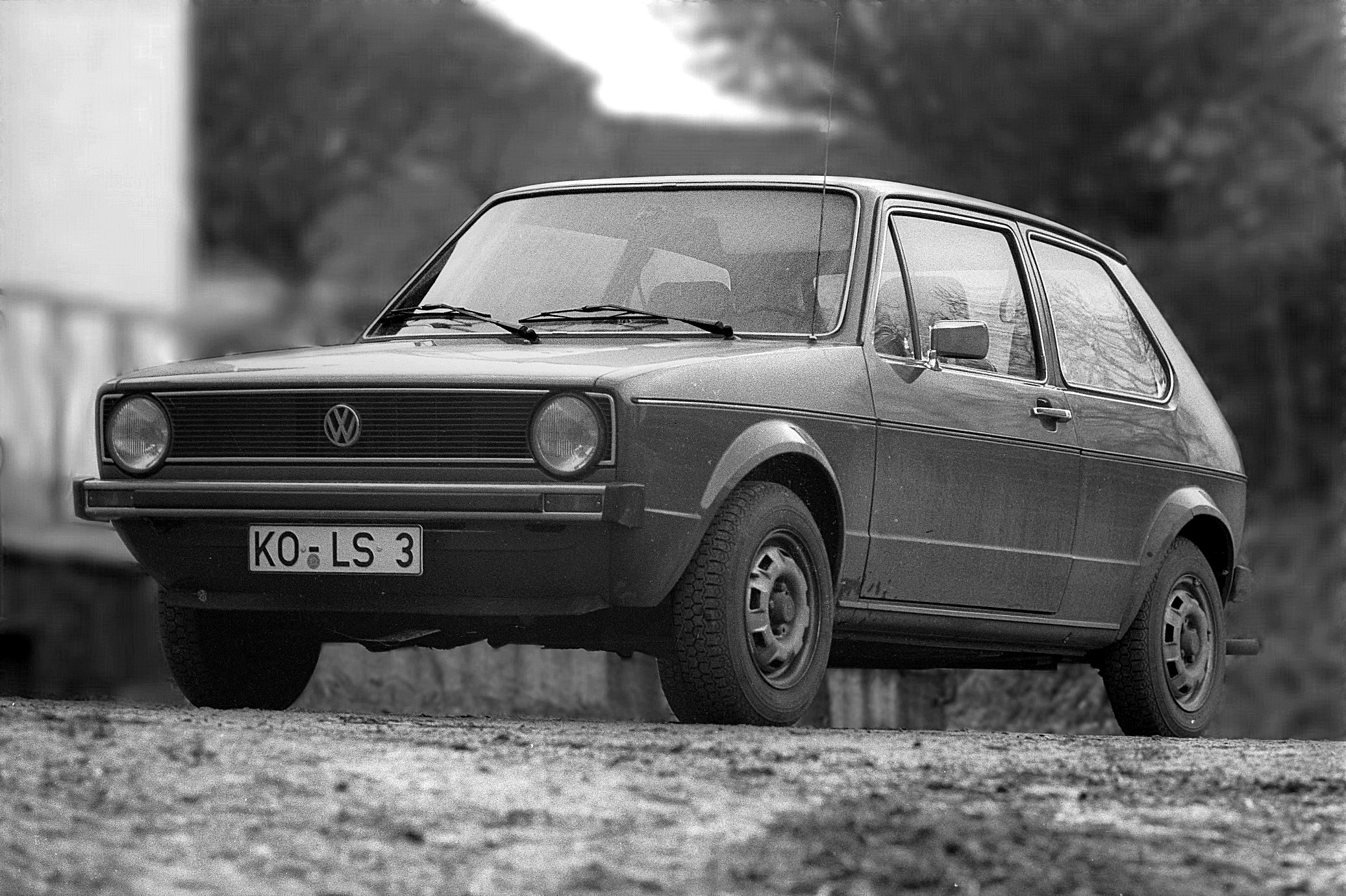
VW Golf I

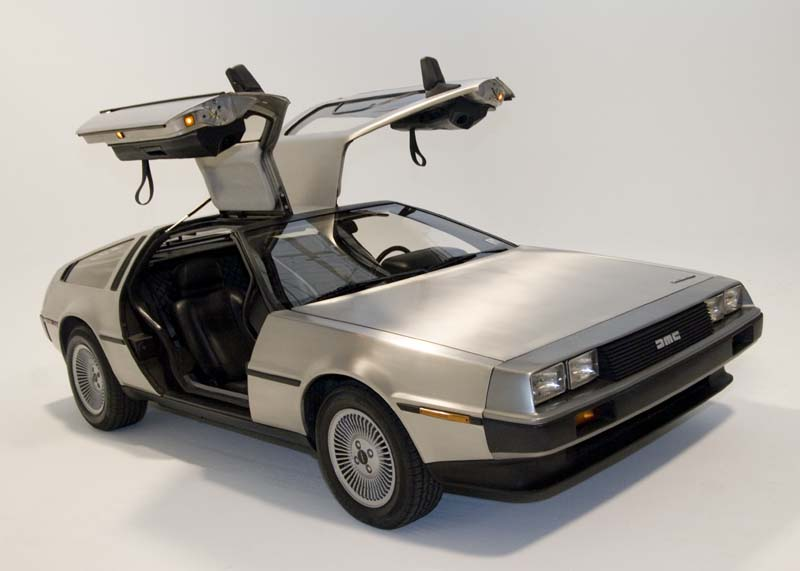
DeLorean DMC-12

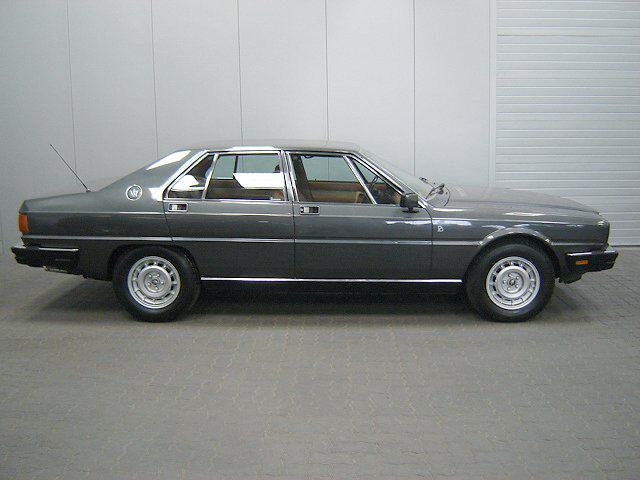
Maserati Quattroporte III

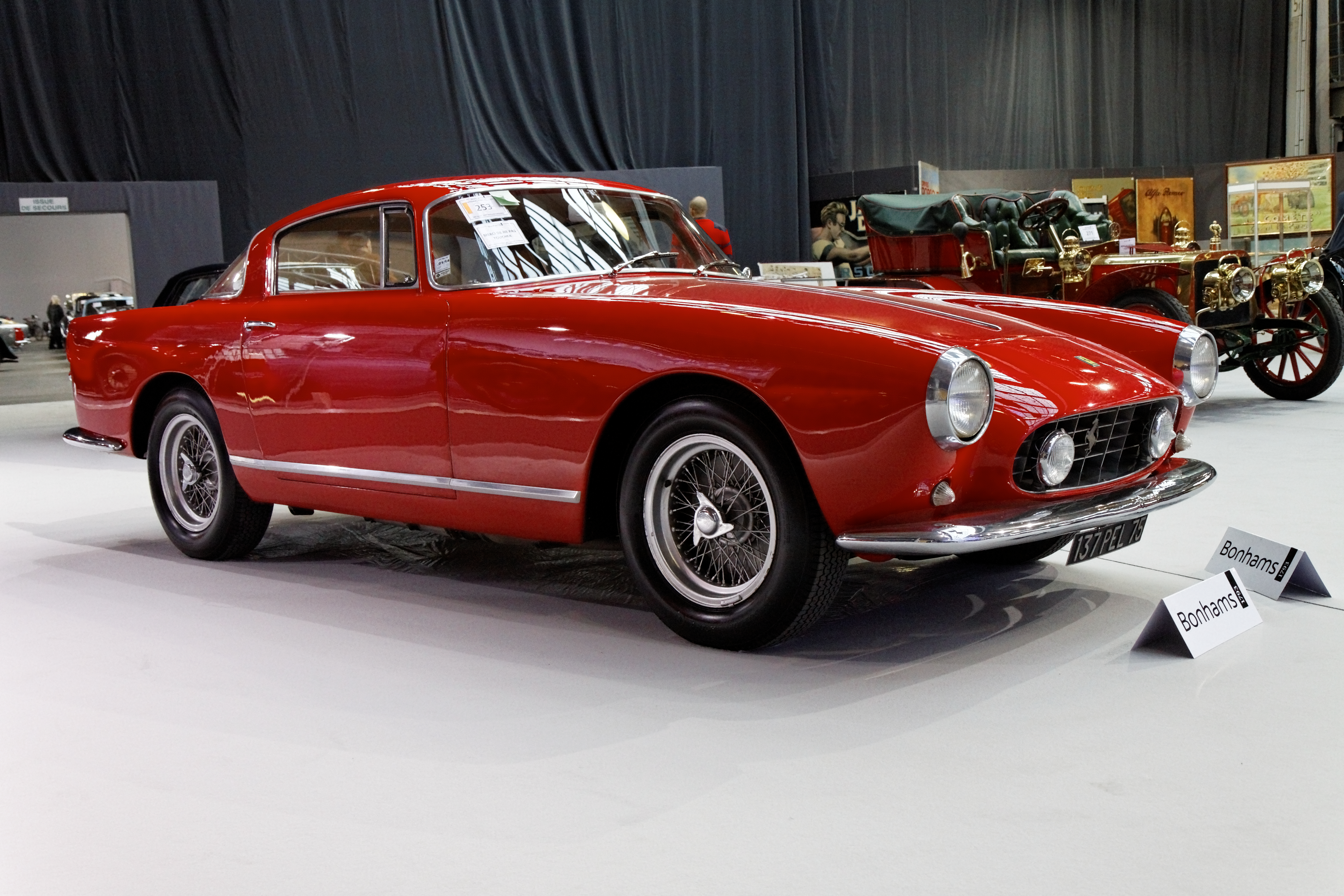
Ferrari 250 GT

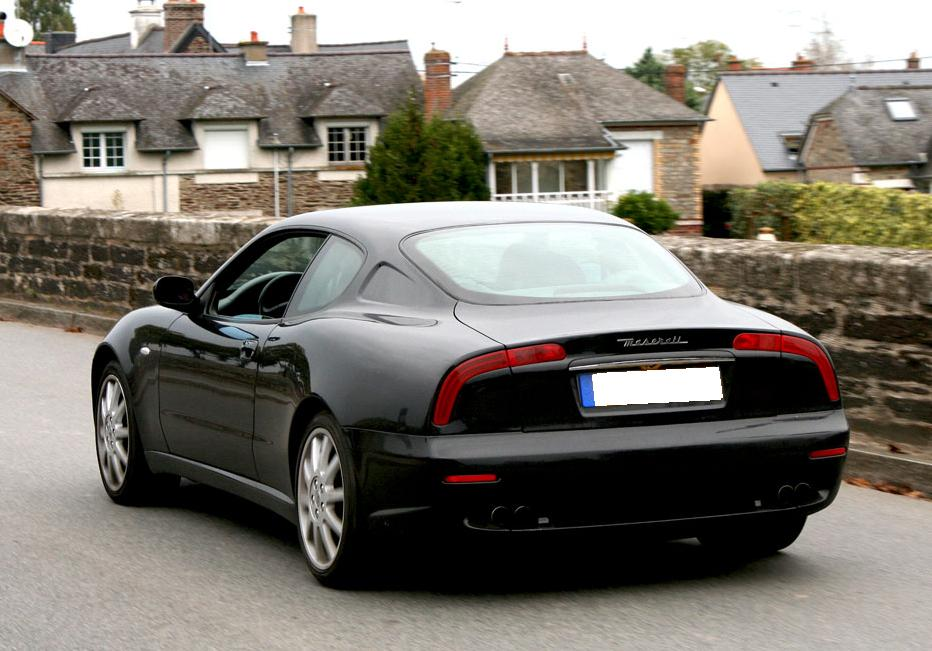
Maserati 3200 GT

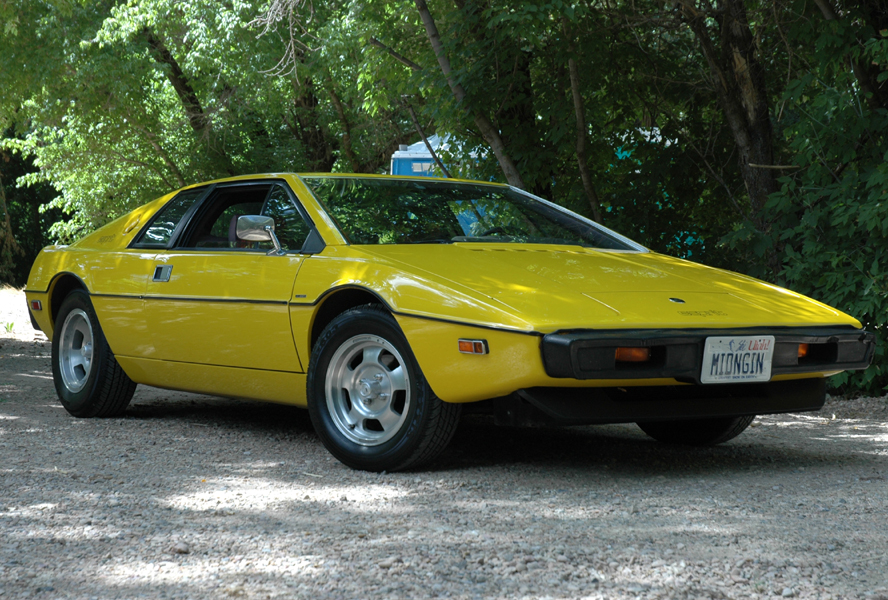
Lotus Esprit

| - Alfa Romeo - Alfa Romeo 2600 Sprint (1962) - Alfa Romeo Giulia Sprint GT (1963) - Alfa Romeo 1750 GT Veloce (1967) - Alfa Romeo Alfasud Caimano (1971, Konzeptfahrzeug) - Alfa Romeo Alfasud (1972) - Alfa Romeo Alfetta GT/GTV (1974) - Alfa Romeo 156 (2003) - Alfa Romeo Brera (2005) - Alfa Romeo 159 (2006) - Alfa Romeo 159 SW (2006) - American Motors Corporation - Audi AG - Audi 80 (1978) - Bizzarrini - Bizzarrini Manta (1968, Einzelstück) - BMW - BMW 3200 CS (1961) - BMW M1 (1978) - BMW Nazca C2 (1991) - BMW Nazca C2 Spider (1993) - Brilliance - Brilliance BS6 (2004) - Bugatti - Bugatti EB 112 (1993) - Bugatti EB 118 (1998) - Bugatti EB 218 (1999) - Bugatti 18.3 Chiron (1999) - Cadillac - Cadillac Sixty Special (1989–1993) - Chrysler - Eagle Premier (1987) - Corvair - Corvair Testudo (1963) - DeLorean Motor Company - DeLorean DMC-12 (1981) - De Tomaso Automobili S.p.A. - De Tomaso Mangusta (1966) - Daewoo - Daewoo Lanos (1996) - Daewoo Leganza (1997) - Daewoo Matiz (1997) - Daewoo Evanda (2000) - Daewoo Kalos (2002) - Daewoo Evanda (2003) - Daewoo Lacetti (2004) - Ferrari - Ferrari 250 GT Bertone (1953) - Ferrari GG50 (2005) - Fiat - Fiat 850 Spider (1965) - Fiat Dino Coupé (1966) - Fiat Ritmo (1978) - Fiat Panda (1980) - Fiat Uno (1983) - Fiat Croma (1985) - Fiat Duna (1986) - Fiat Cinquecento (1990) - Fiat Punto (1993) - Fiat Strada (1999) - Fiat Palio (2001) - Fiat Siena (2004) - Fiat Croma (2005) - Fiat Grande Punto (2005) - Fiat Sedici (2005) - Fiat Bravo (2007) - Ford - Ford Mustang I 2nd Generation (1966) - Ford Mustang Giugiaro (2006, Konzeptfahrzeug) - Ford Mustang VI (2006) - Gordon-Keeble - Gordon-Keeble GT (1960) - GTA - GTA MyCar (2008) - Italdesign Giugiaro - Giugiaro Brivido (2012, Konzeptfahrzeug) - Hyundai Motor Company - Hyundai Pony (1974) - Hyundai Stellar (1982) - Hyundai Excel (1985) - Hyundai Sonata (1988) - Iso Rivolta - Iso Rivolta GT (1961) - Iso Grifo (1964) - Iso Fidia (1967) - Isuzu - Isuzu 117 Coupé (1968) - Isuzu Piazza (1981) - Isuzu Gemini (1984) - Italdesign-Giugiaro S.p.A. - Italdesign Aztec (1988) - Giugiaro Quaranta (2008) - Italdesign Zerouno (2017) - Italldesign Zerouno Duerta (2018) - Iveco Massif - Lancia - Lancia Megagamma (1978) - Lancia Delta (1979) - Lancia Prisma (1982) - Lancia Thema (1984) - Lamborghini - Lamborghini Marco Polo (1982) - Lamborghini Calá (1995, Konzeptfahrzeug) - Lexus - Lexus GS (1991) - Lotus Cars - Lotus Esprit (1972) - Maserati - Maserati Ghibli (1966) - Maserati Bora (1972) - Maserati Boomerang (1971, Konzeptfahrzeug) - Maserati Merak (1972) - Maserati Quattroporte (1976) - Maserati 3200 GT (1998) - Maserati 4200 Coupé (2002) - Maserati 4200 Spyder (2002) - Mazda - Mazda Familia (1964) - Porsche - Porsche Tapiro (1970) - Renault - Renault 21 (1986) - Renault 19 (1988) - Saab Automobile - Saab Lancia 600 (1979) - Saab 9000 (1984) - Seat - Seat Ibiza (1984) - Seat Malaga (1985) - Seat Toledo (1991) - Seat Cordoba (1993) - Seat Ibiza (1993) - Seat Toledo (1998) - Škoda - Škoda 720 (1972) - Simca - Simca 1000 Coupé (1962) - SsangYong - SsangYong Rexton (2001) - SsangYong Korando (2009) - Subaru - Subaru SVX (1991) - Suzuki - Suzuki Carry (1960) - Suzuki SX4 (2005) - Toyota - Toyota Corona T150/T160 (1983) - Lexus GS (1990) - Toyota Aristo (1990) - Toyota Alessandro Volta (2004) - Volkswagen - Volkswagen Karmann Ghia Type 1 Konzeptfahrzeug (1965) - Volkswagen Passat (bzw. Dasher) (1973) - Volkswagen Golf (bzw. Rabbit oder Caribe) (1974) - Volkswagen Scirocco (1974) - Volkswagen Tarek (2002, Rallyewagen) - Volkswagen W12 Coupé/Roadster (1997) - Zastava - Zastava Koral (1981) - Zastava Yugo Florida (1986) - Zastava Yugo Sana (1986) |

## Kameras

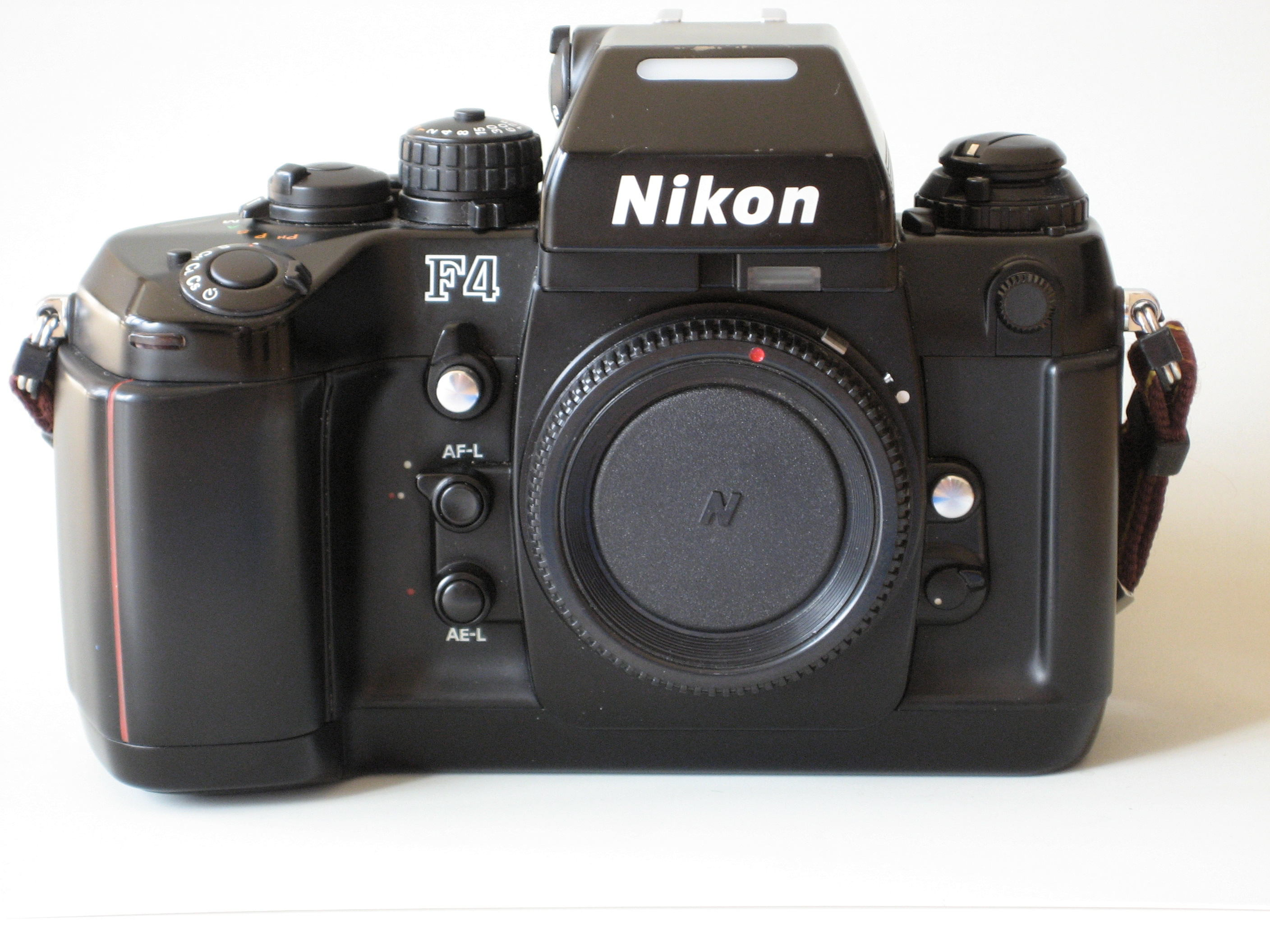
F4 von Nikon

- Nikon EM
- Nikon F3
- Nikon L35AF
- Nikon F4
- Nikon F5
- Nikon F6
- Nikon D1
- Nikon D2
- Nikon D3
- Nikon D4[8]
- Nikon D800[9]

## Züge und Busse
- Pendolino-Züge von Fiat Ferroviaria/Alstom ab der Reihe ETR 460
- Minuetto-Regionaltriebzüge FS ALn 501
- Alstom ETR 610 (2007)
- Reisebus Barbi Italia 99 (1981)
- Stadtbus Iveco CityClass (1996)

## Sonstiges
- Beretta Cx4 Storm
- Seiko Speedmaster (1986)

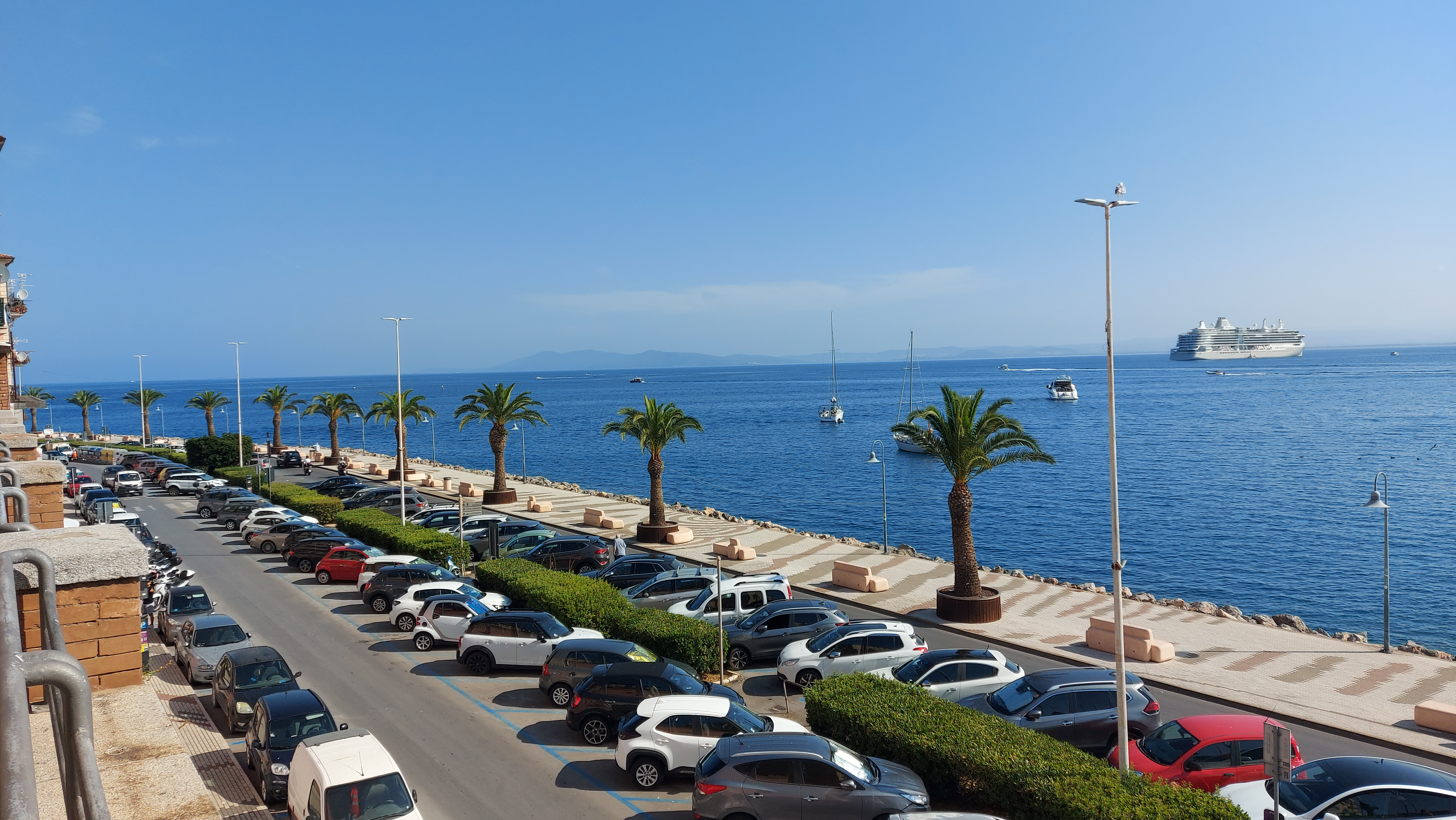
Lungomare dei Navigatori von Porto Santo Stefano

- Lungomare dei Navigatori von Porto Santo Stefano (1983)
- Traktoren der Serie 6 von Deutz-Fahr (2011)[10]
- Traktoren der Serie 7 von Deutz-Fahr (2011)[11]
- Traktoren der Serie 9 von Deutz-Fahr (2013)[12]
- Traktoren der Serie 11 von Deutz-Fahr (2013)[13]
- Motorsägen der Serie GST 250 und 360 von Oleo-Mac bzw. Efco

## Ehrungen und Auszeichnungen
- 1999: Arbeitsverdienstorden der Italienischen Republik[14]
- 2004: Orden für Verdienste um Kultur und Kunst der Italienischen Republik[15]
- 2013: Antonio-Feltrinelli-Preis in der Kategorie “Kunst”[16]